# District de Prešov
Le district de Prešov est l'un des 79 districts de Slovaquie dans la région de Prešov.

## Démographie

### Évolution de la population
| Année:               | 1994.   | 2004.   | 2014.   | 2024.   |
| -------------------- | ------- | ------- | ------- | ------- |
| Nombre de personnes: | 156 452 | 163 743 | 171 778 | 175 447 |
| Différence:          |         | +4,66 % | +4,90 % | +2,13 % |

| Année:               | 2023.   | 2024.   |
| -------------------- | ------- | ------- |
| Nombre de personnes: | 174 741 | 175 447 |
| Différence:          |         | +0,40 % |

## Liste des communes
Source :

### Villes
- Prešov
- Veľký Šariš

### Villages
Abranovce | Bajerov | Bertotovce | Brestov | Bretejovce | Brežany | Bzenov | Čelovce | Červenica | Demjata | Drienov | Drienovská Nová Ves | Dulova Ves | Fintice | Fričovce | Fulianka | Geraltov | Gregorovce | Haniska | Hendrichovce | Hermanovce | Hrabkov | Chmeľov | Chmeľovec | Chmiňany | Chminianska Nová Ves | Chminianske Jakubovany | Janov | Janovík | Kapušany | Kendice | Klenov | Kojatice | Kokošovce | Krížovany | Kvačany | Lada | Lažany | Lemešany | Lesíček | Ličartovce | Lipníky | Lipovce | Ľubotice | Ľubovec | Lúčina | Malý Slivník | Malý Šariš | Medzany | Miklušovce | Mirkovce | Mošurov | Nemcovce | Okružná | Ondrašovce | Ovčie | Petrovany | Podhorany | Podhradík | Proč | Pušovce | Radatice | Rokycany | Ruská Nová Ves | Sedlice | Seniakovce | Suchá Dolina | Svinia | Šarišská Poruba | Šarišská Trstená | Šarišské Bohdanovce | Šindliar | Široké | Štefanovce | Teriakovce | Terňa | Trnkov | Tuhrina | Tulčík | Varhaňovce | Veľký Slivník | Víťaz | Vyšná Šebastová | Záborské | Záhradné | Zlatá Baňa | Žehňa | Žipov | Župčany